# Marie von Thurn und Taxis-Hohenlohe
Marie von Thurn und Taxis-Hohenlohe (ur. 28 grudnia 1855 w Wenecji jako Marie Elisabeth Karoline zu Hohenlohe-Waldenburg-Schillingsfürst; zm. 16 lutego 1934 w Lautschin) – niemiecka arystokratka i patronka artystów.

## Życie
Marie zu Hohenlohe-Waldenburg-Schillingsfürst urodziła się w 1855 roku w Wenecji. Była jednym z pięciorga dzieci Egona Karla Franza zu Hohenlohe-Waldenburg-Schillingsfürst (4 lipca 1819 – 11 stycznia 1865) i Therese Marii Beatrix, hrabiny Thurn-Hofer i Valsassina (12 czerwca 1817 – 4 listopada 1893). Odebrała  wszechstronne wykształcenie, biegle władała sześcioma językami.
Księżna była miłośniczką sztuki, gościła w swych zamkach i posiadłościach liczne grono luminarzy, jak Gabriele d’Annunzio, Eleonora Duse, Rudolf Kassner czy Anna de Noailles.

Zamek Duino opodal Triestu

W 1909 roku za pośrednictwem Anny de Noailles i Kassnera poznała Rainera Marię Rilkego, rok później gościła go w swoim zamku w Lautschin w Czechach. Jesienią 1911 roku księżna zaprosiła poetę do zamku Duino opodal Triestu. W ciągu kilku tygodni powstały tam dwie pierwsze oraz fragmenty kilku kolejnych elegii, które Rilke na pamiątkę tego miejsca zatytułuje Elegie duinejskie, a cały cykl po jego ukończeniu w 1922 roku zadedykuje księżnej Taxis.
Po śmierci Rilkego księżna opublikowała Wspomnienie o Rainerze Marii Rilkem. Zmarła w 1934 roku w swoim zamku w Lautschin.

## Małżeństwo i potomstwo
W 1876 roku Marie Taxis poślubiła księcia Aleksandra von Thurn und Taxis (1851–1939) z czeskiej linii rodu Thurn und Taxis, z którym miała trzech synów: Ericha, Eugena oraz Aleksandra zwanego Pasza.

## Dzieła
- Vom Kaiser Huang-Li: Märchen für erwachsene Kinder. Berlin 1922.
- Erinnerungen an Rainer Maria Rilke. München 1932.